# Morning Glory-moln

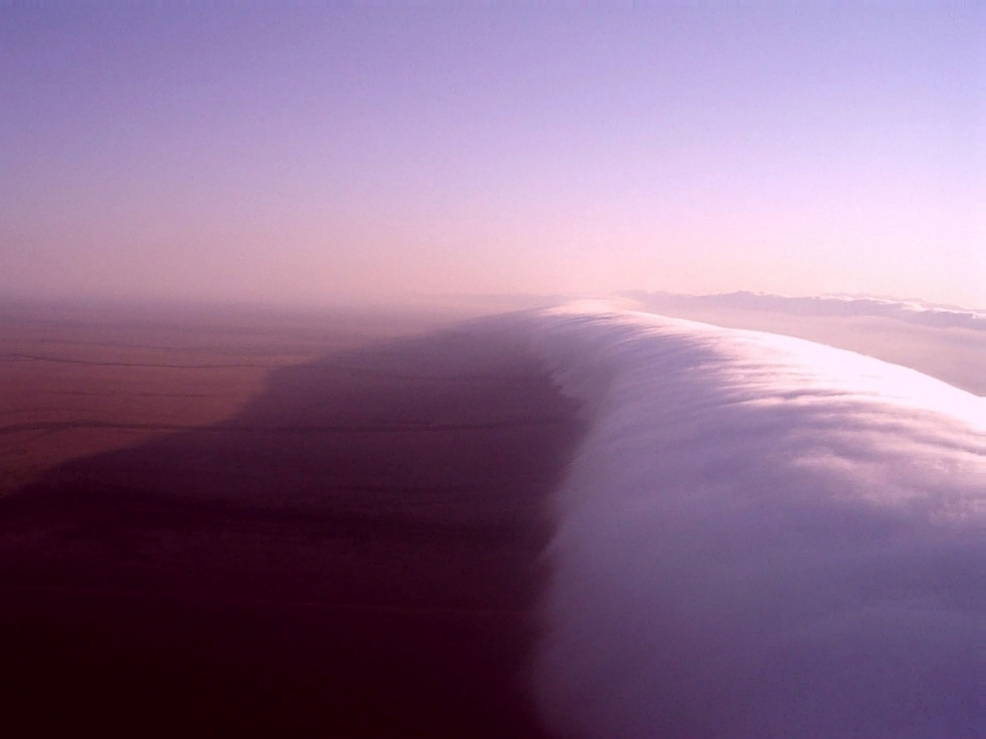
Ett Morning Glory-moln nära Burketown, Australien.

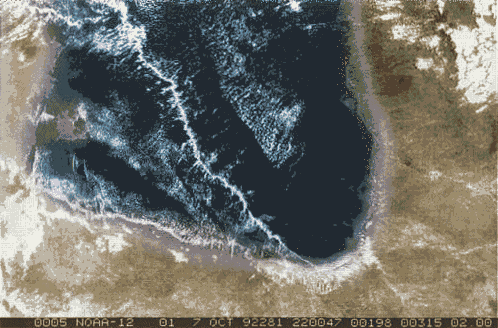
Satellitbild med ett Morning Glory-moln över Carpentariaviken i Australien.

Morning Glory-moln ("Morning Glory" = morgongloria eller morgonglans) är ett ovanligt meteorologiskt fenomen som framförallt uppträder vid Carpentariaviken i norra Australien. Morning Glory-molnet är en molnrulle av typen arcus och är upp till 1 000 km långt och 1–2 km i diameter och kan röra sig med en hastighet på upp till 60 km/h. Med Morning Glory-moln följer ofta plötsliga vindbyar, vertikala luftrörelser och plötsliga lufttrycksförändringar vid marken. Framför molnet finns en stark vertikal vind som transporterar luft upp genom molnet och skapar intrycket av att molnet rullar fram. I mitten och bakom molnet sjunker luften ner och är turbulent.
Morning Glory-moln har observerats runt kusterna i Australien, i centrala USA, i östra Ryssland och i ovanliga fall även på andra ställen på Jorden. Den plats där Morning Glory-molnet är mest uppmärksammat och där den med störst sannolikhet kan ses vid en bestämd tid på året är vid Carpentariaviken i norra Australien. Särskilt den lilla staden Burketown med 178 invånare drar till sig besökare i september och oktober för att uppleva molnet. Hit kommer segelflygare och hängflygare för att uppleva känslan att surfa fram på molnet i höga hastigheter.